# اوه هی جون
اوه هی جون (کره‌ای: 오희준؛ زادهٔ ۲۵ فوریه ۱۹۸۸) بازیگر اهل کره جنوبی است. او بیشتر به خاطر ایفای نقش در مجموعه‌های تلویزیونی همچون آی‌دی من خوشگل گانگنامه، چگونه دوست بخریم، ۳۶۵: سال را تکرار کن، پنیر در تله و ما همه مرده‌ایم شناخته می‌شود. او همچنین در فیلم‌هایی همچون کارآگاه تصادفی و زندگی درخشان من حضور پیدا کرده‌است.

## فیلم‌شناسی
- گزیدهٔ فیلم‌شناسی
- مرد بی‌گناه (۲۰۱۲)، هان جه شیک[۳]
- اوه روح من (۲۰۱۵)، ساکن خوابگاه[۴]
- پاسخ به ۱۹۸۸ (۲۰۱۵)، هم تیمی فوتبال[۵]
- تن به تن (۲۰۱۷)، یانگ سانگ شیک[۶]
- قهرمان عجیب من (۲۰۱۸)، کیم جه یون[۷]
- آی‌دی من خوشگل گانگنامه (۲۰۱۸)، کیم چان وو[۸]
- گو هه ریونگ مورخ تازه‌کار (۲۰۱۹)، آن هونگ ایک[۹]
- این عشق بود؟ (۲۰۲۰)، دو گوانگ سو[۱۰]
- از میان تاریکی (۲۰۲۲)، کانگ یو مین
- ما همه مرده‌ایم (۲۰۲۲)، سونگ میونگ هوان[۱۱]